# Judas (canção de Lady Gaga)
"Judas" é uma canção da artista musical estadunidense Lady Gaga, contida em seu segundo álbum de estúdio Born This Way (2011). Foi composta e produzida pela própria juntamente a RedOne. A sua gravação ocorreu em 2010 nos estúdios Gang Studios em Paris. Embora o seu lançamento tenha sido inicialmente planejado em 19 de abril de 2011, sua distribuição veio a ocorrer quatro dias antes através da Interscope Records, servindo como o segundo single do projeto. Sete dias depois, foi enviada para estações de rádio estadunidenses mainstream. A sua capa foi designada pela cantora no Microsoft Word. Foi posteriormente comercializada em formato físico e digital, e promovida através de extended plays (EP) digitais apresentando diversos remixes feitos a partir do produto original.
Gaga explicou que a canção falava sobre apaixonar-se pelo homem errado diversas vezes, e afirmou que também tratava sobre honrar a sua escuridão interior, a fim de levar-se para a luz. Musicalmente derivada do electro house, "Judas" apresenta um som semelhante às faixas produzidas anteriormente por RedOne para a artista, como "Poker Face", "LoveGame", "Bad Romance" e "Alejandro". Apresenta três ganchos distintos e um breakdown influenciado por gêneros como house music, techno e dubstep. A intérprete disse que as linhas ditas durante o breakdown falavam sobre ela estar além da redenção, tratando das visões tradicionais do que uma mulher deveria ser. Liricamente, a música encarna os incidentes que assombraram Gaga no passado, e seu significado central refere-se às partes negativas de sua vida.
A obra recebeu análises geralmente positivas de críticos musicais, os quais prezoaram sua produção e compararam-na com "Bad Romance". Entretanto, foi acusada de plágio por Rebecca Francescatti, que abriu um processo contra Gaga e a Interscope por ter supostamente copiado a faixa "Juda", de seu disco It's All About You. Em junho de 2014, o processo acabou sendo arquivado. Comercialmente, a composição obteve um desempenho comercial positivo, atingindo a liderança da tabela da Coreia do Sul e classificando-se nas dez melhores colocações de diversos países, como Austrália, Canadá, Irlanda, Japão, Reino Unido e Suíça. Nos Estados Unidos, atingiu a décima posição como melhor na Billboard Hot 100 e conseguiu chegar à liderança da Hot Dance Club Songs.
O vídeo musical correspondente foi dirigido por Gaga e Laurieann Gibson, e apresenta a participação de Norman Reedus. Filmado em abril de 2011, apresenta uma trama bíblica onde Reedus interpreta Judas Iscariotes e a cantora interpreta Maria Madalena. A produção caracteriza-os como missionários dos dias modernos indo a Jerusalém, inclui a história bíblica de Judas traindo Jesus e finaliza com Gaga apedrejando-se até morrer, caracterizada como Madalena. Antes de seu lançamento, que ocorreu em 5 de maio de 2011, a Liga Católica condenou a cantora pelo uso de imagens religiosas e por seu papel no vídeo. Entretanto, o vídeo recebeu análises geralmente positivas de críticos musicais e recebeu duas indicações nos MTV Video Music Awards de 2011. Em divulgação à "Judas", Gaga apresentou-a em diversos programas televisivos, como The Ellen DeGeneres Show e Saturday Night Live, e incluiu-a no repertório de sua turnê The Born This Way Ball (2012-13).

## Antecedentes
"'Judas' é uma canção dance, definitivamente. (...) Eu acho que ela está na tradicional veia [das colaborações] Gaga/RedOne. É ótima, pois é uma mensagem séria, que é um pouco brincalhona e séria, mas de alguma forma você acaba dançando ao seu som. Esse é o lado bom da música [de Gaga]. Sabe, como uma das minhas músicas dance favoritas, "Billie Jean" é uma história que você não pensaria em cantar, mas você acaba dançando [ao som dela] e cantando as letras. Acho que é o cálice sagrado da música para mim, que é a dance.

Ao ser entrevistada pela Vogue em fevereiro de 2011, Gaga revelou que o nome do segundo single de Born This Way seria "Judas". Ela confirmou seu lançamento em 14 do mesmo mês no programa On Air with Ryan Seacrest, e também revelou que o co-produtor da faixa seria RedOne. Durante os Grammy Awards daquele ano, a artista disse: "Se o single anterior do álbum chocou as pessoas, o próximo irá chocá-las ainda mais". No programa de entrevistas Last Call with Carson Daly, ela explicou que a canção falava sobre apaixonar-se pelo homem errado muitas vezes, adicionando: "'Judas' é uma música muito obscura. É pretensiosa". Para o MSN Canada, a artista revelou as metáforas e o significado por trás da canção:
| “ | 'Judas' é uma metáfora e uma analogia sobre perdão, traição, as coisas que o assombram em sua vida e como eu acredito que é a escuridão de sua vida que finalmente brilha e ilumina a melhor luz que há sobre você. Uma vez, alguém me disse: 'Se você não têm sombras, você não está na luz'. A canção é sobre livrar-se dos lados bons e ruins, sobre compreender e perdoar os demônios do seu passado para poder avançar à grandeza do seu futuro. Eu gosto de metáforas realmente agressivas — difíceis, grossas, obscuras —, e meus fãs as compreendem. É uma metáfora muito desafiadora e agressiva, mas ainda é uma metáfora. | ” |

Posteriormente, Gaga elaborou que a inspiração por trás da canção era "caminhar em direção à força iluminada de sua vida e olhar para o diabo em suas costas, enquanto agarra-se na fonte da luz". A intérprete disse: "Eu canto sobre a tola santa que eu sou, e que embora existam momentos e relações na minha vida que sejam cruéis, eu ainda estou apaixonada por Judas. Eu ainda retorno à essas coisas malignas". Em entrevista para o Google, ela adicionou o significado da canção como "honrar a sua escuridão interior, a fim de levar-se para a luz. A pessoa precisa aprender a se perdoar para poder seguir em frente com a sua vida". Com a página Popjustice, a cantora clarificou que havia diversas coisas que assombraram-na em seu passado, incluindo suas escolhas pessoais, homens, abuso de drogas, o medo de retornar à Nova Iorque e enfrentar romances antigos. "Judas" representou algo que não era bom para ela, algo não teria escapatória. Gaga comentou: "Eu continuo indo e voltando entre a escuridão e a luz para tentar entender quem eu sou".

## Composição
"Judas" é uma canção electro house que incorpora gêneros como o dance-pop e o electropop, e apresenta influências da música industrial. Foi gravada em 2010 nos Gang Studios, em Paris, pelo também produtor da faixa RedOne ao lado de Trevor Muzzy. Em entrevista para a MTV, o produtor Fernando Garibay disse que a faixa assemelhava-se a diversas obras lançadas anteriormente pela artista, como "Poker Face", "LoveGame", "Bad Romance" e "Alejandro". De acordo com a página Popjustice, "Judas" apresenta a cantora em um território semelhante tratando de música, mas vocalmente ela está em um território completamente novo; ainda segundo o portal, nos versos e no pré-refrão, Gaga "se lança em um estilo rap cantado do patoá jamaicano". A faixa apresenta três ganchos distintos, e inicia-se com a intérprete cantando a linha "Oh-oh-oh-oh-oh, estou apaixonada por Judas", acompanhada de sintetizadores. Segue-se uma forte batida eletrônica, com Gaga cantando "Judahhh/ Juda-a-ah/ Judas Gaga". A pronunciação dessas palavras são reminiscentes às linhas de abertura de "Bad Romance". Os vocais da artista são parcialmente falados, e chega a possuir sotaques caribenhos. Em seguida, é ouvida a primeira estrofe, na qual são cantadas as linhas "Quando ele me chamar, estarei pronta / Vou lavar os pés dele com o meu cabelo se precisar / Perdoe-o quando sua língua mentir através do cérebro / Mesmo depois de três vezes, ele me trai". O tom ilumina-se no refrão da canção, cuja melodia é influenciada pelo pop dos anos 80, que repete a estrofe "Sou apenas uma tola santa / Baby, é tão cruel / Mas estou apaixonada por Judas, baby".
Após a segunda estrofe e o refrão, inicia-se um breakdown influenciado pela house music, techno e dubstep. Gaga profere as linhas da mesma maneira que cantou no meio de "Born This Way". Em seguida, ela canta: "Eu quero amar você / Mas alguma coisa me afasta de você / Jesus é minha virtude / E Judas é o demônio no qual me agarro, no qual me agarro". Os vocais da artista nesta sessão, foram comparados com os de Rihanna por Matthew Perpetua, da Rolling Stone. Ele adicionou que sua voz soava menos obscura e dramática e estava cheia de "doçura borbulhante". O portal Popjustice notou que o breakdown soava como tribal-techno, e que toda a faixa era "um hino turbinado maldoso, eletrônico e gótico". Dan Martin, da NME, escreveu que o breakdown estava no gênero dubstep, com o refrão sendo "puramente pop". Surgiram semelhanças e influências de "Bad Romance" em "Judas", as quais Gaga disse que foram deliberadas. Ela explicou que era importe ir para novas direções e que queria que seu som característico fosse absorvido em suas canções, adicionando: "Eu queria que ['Judas'] fosse uma evolução de onde eu estive antes, mas em termos da fórmula, eu queria que houvesse algo em 'Judas' que lembrasse as pessoas do que eu fiz no passado". De acordo com a partitura publicada no Musicnotes.com pela Sony/ATV Music Publishing, a faixa foi escrita na assinatura de tempo comum, e composta na chave de dó menor com um ritmo de 131 batidas por minuto. A voz de Gaga abrange-se entre as notas de si bemol3 e mi bemol5, ao passo em que a canção possui uma sequência básica formada pelas notas de lá bemol, fá menor7, dó menor e si bemol como sua progressão de acordes.
Em fevereiro de 2011, Gaga revelou parte das letras da obra em fevereiro de 2011; no mês seguinte, ela revelou mais letras da faixa durante a sua entrevista para o Google. A artista também confirmou que a canção foi influenciada pelo personagem bíblico Judas Iscariotes. Liricamente, de acordo com a Popjustice, "Judas" é uma canção sobre ser traído ("Mesmo depois de três vezes ele me trai") e contemplar a vingança ("Vou acabar com ele, acabar com ele / Um rei sem coroa, um rei sem coroa"), mas também sobre ser repetidamente atraído para o terror ("Sou apenas uma tola santa / Baby, é tão cruel / Mas estou apaixonada por Judas, baby"). O breakdown da música apresenta linhas como "Mas no sentido cultural, uso o futuro para falar / Judas, me beije se estiver ofendido / Ou use camisinha no ouvido da próxima vez", que falam sobre Gaga estar além da capacidade para redimir-se, tratando das visões tradicionais do que uma mulher deveria ser. Ela explicou: "Eu não quero me redimir, porque no sentido cultural eu acredito que estou antes do meu tempo. E se você não gosta, use uma camisinha no ouvido". A porção principal do número fala sobre a cantora em privado, e o breakdown fala sobre ela em público, dos temas que também são explorados em outras partes do álbum.

## Capa e lançamento
Durante o 42º episódio da série virtual de Gaga Transmission Gagavision, foi revelado que a capa do single foi designada por ela no Microsoft Word e apresentava um fundo negro com a palavra "Judas" escrita em letras maiúsculas vermelhas na fonte Impact. Abaixo dela, havia uma cruz cristã vermelha com um coração no meio. A cantora fotografou o design na tela de seu computador, usando seu celular "para a textura", o que resultou em pixels visíveis na letra e na cruz, bem como uma reflexo pálido de sua face e sua mão segurando o telefone. O episódio apresentou Gaga sentada em um encontro com sua equipe de criação Haus of Gaga, discutindo as especificidades do lançamento de Born This Whay. Ao seu redor, haviam uma série de fotografias que, de acordo com a MTV News, possuíam algo relacionado à faixa. Em uma das imagens, a palavra "Judas" estava impressa com uma cruz em cima. Jocelyn Vena, da MTV, sentiu que a capa poderia aparecer na versão do diretor Baz Luhrmann do filme Romeo + Juliet (1996).
No 41º episódio de Transmission Gagavision, a artista anunciou que a canção seria lançada em breve. Ela adicionou a mensagem abstrata juntamente com o anúncio: "Que o batismo cultural comece. Se eles não eram o que você pensou, você ainda acreditaria?". Inicialmente, "Judas" seria enviada para estações radiofônicas estadunidenses mainstream em 19 de abril de 2011, com o seu lançamento em formato digital ocorrendo no mesmo dia. Entretanto, depois de que a faixa foi divulgada ilegalmente na Internet, seu lançamento foi antecipado para 15 de abril. Esta medida foi tomada para combater divulgações ilegais em pré-lançamento. Antes da distribuição, Gaga postou uma mensagem em seu Twitter sobre o single, dizendo: "Levante as patas para Judas! Aprendi que o amor é como um tijolo, você pode construir uma casa ou afundar um cadáver". Em 15 de abril, horas antes de seu lançamento, ela divulgou a seguinte mensagem: "Mesmo depois de três vezes, ele me trai", remontando a letra da canção sobre amor e traição. No Reino Unido, a canção estreou no mesmo dia através do programa Home Run, da Capital FM. A intérprete abordou a divulgação ilegal no 43º episódio de Transmission Gagavision, comparando-a com uma desencarnação: "Uma morte lenta! Basta me afastar da minha miséria, basta colocar isso para fora. Eles estavam rasgando [a canção] membro por membro. Primeiramente, foi o braço da canção, depois o fígado...".

## Recepção

### Crítica profissional
| Críticas profissionais | Críticas profissionais |
| Avaliações da crítica  | Avaliações da crítica  |
| Fonte                  | Avaliação              |
| ---------------------- | ---------------------- |
| About.com              | [ 23 ]                 |
| Daily Record           | [ 24 ]                 |
| Digital Spy            | [ 25 ]                 |

Jonathan Van Meter, da Vogue, analisou "Judas" positivamente, comentando que a faixa soava como se fosse escrita para as The Ronettes, mas foi definida em uma batida dance "devastadora". James Dinh, da MTV, notou que a canção possuía uma composição semelhante à de "Bad Romance". O portal Popjustice também comparou-a com "Bad Romance", descrevendo-a como "uma 'Bad Romance' altamente evoluída, banhada por titânio do ano 2511 voltando em meio milênio para salvar a música de uma onda de 'pop obcecado por asneiras na boate', e isso é 'Judas'". Kevin O'Donnell, da revista Spin, sentiu que a música soava como uma bomba disco industrial desordeira, e definiu a performance de Gaga como "insanamente por cima: Ela se alterna entre rap, uma monotonia robótica, e um grito parecido com os de corvos — antes de deslizar em um refrão mais convencional que se aproxima de 'Bad Romance'". O profissional prezou a energia primal da música de "Judas", e sentiu que o breakdown foi um dos momentos mais estranhos do cenário da música pop em 2011. Eric Henderson, da Slant Magazine, observou que a desconexão e o desvio do single anterior da artista "Born This Way" estava mais pronunciado com "Judas". Em termos musicais, Henderson sentiu que a obra tinha o mesmo "nível brilhante como 'Born This Way', apesar de os grandes acordes sejam quase invertidos — não ao contrário de 'Big Fun' e 'Good Life', de Inner City. É um bom gêmeo malvado". Ele continuou a análise dizendo que a composição evocou "a imagem de uma versão perturbada do inferno, e em um sentido deformado no qual a canção parecia ter uma visão mais futurística dele [do inferno] e uma diminuição da equação da mensagem 'gay = bom' no coração de 'Born This Way'".
Amos Barshad, da publicação Vulture, declarou que a canção o lembrava de estar embriagado e dançando em uma discoteca remota em Berlim. Dan Martin, da NME, opinou que "Judas" era a música que Gaga deveria usar em seu retorno, embora tenha compreendido que ela não a selecionou como o single inicial de Born This Way pois a faixa era característica da música da cantora. Matthew Perpetua, da Rolling Stone, escreveu que o número tocava as sensibilidades musicais estabelecidas pela artista. Ele adicionou que a música certamente tinha seus encantos e "pelo menos três ganchos insanamente cativantes que parecem ser difíceis para os movimentos característicos de Gaga". Maura Johnston, do The Village Voice, resumiu a obra como uma irmã gêmea de "Bad Romance", descrevendo suas "vocalizações sem palavras instantaneamente memoráveis, uma batida atordoadora e letras sobre uma romance que é, bem, ruim". Robert Copsey, do Digital Spy, atribuiu para a composição três estrelas de cinco permitidas, prezando o refrão "blasfemador" e dizendo que este poderia participar do Eurovision — "um assunto [no qual] Scooch encontra Lordi que, sem surpresa, demora algumas audições para conquistar sua cabeça". Mark Lepage, do The Gazette, elogiou a canção e entendeu que, como a música de Gaga progrediu, ela tinha seus "temas e suas inspirações, indicadas pelo relacionamento complicado que ela teve com o personagem de Judas". Rick Fulton, do Daily Record, a comparou com "'Like a Prayer' em esteroides" e atribuiu-a três estrelas de cinco totais. Bill Lamb, do About.com, concedeu uma avaliação de três estrelas de cinco permitidas, e escreveu: "'Judas' compartilha as linhas melódicas de multicamadas e de atmosfera grandiosa e marcial com 'Bad Romance'. Ela se junta com a instrumentação espremida e uma velocidade urgente que lembra 'Born This Way'. Esses elementos parecem indicar que 'Judas' acabaria como algo deslumbrante, poderoso e memorável. Infelizmente, neste caso, todos parece ser menores do que a soma das partes grandes". Jason Gregory, da página Gigwise, definiu a canção como "uma fatia pesada de electro house do mais alto nível".

### Acusação de plágio
Em 4 de agosto de 2011, Rebecca Francescatti, uma cantora de Chicago, iniciou um processo judicial contra Gaga e a Interscope, alegando oque a artista teria supostamente plagiado sua canção "Juda", de seu disco It's All About You, em "Judas". De acordo com a NBC Chicago, o baixista Brian Gaynor, que trabalhou na faixa com Gaga, também havia colaborado com Francescatti em "Juda". Uma cópia da ação judicial revelou que Francescatti estava procurando uma corte para calcular os lucros que "Judas" havia ganho ao "copiar e incorporar porções substanciais e originais" de seu trabalho. Em junho de 2014, o processo foi arquivado por um juiz federal de Chicago, que declarou: "As diferenças [entre as canções 'Juda' e 'Judas'] superam as semelhanças supostas entre as melodias que eles não podem dizer que sejam, até mesmo, remotamente similares. Concordamos com os réus de que as canções não possuem letras comuns, os temas são diferentes, e elas não são parecidas musicalmente. Assim, definimos a semelhança com a expressão de ser, muito claramente, 'totalmente inexistente'. As [duas faixas] são tão diferentes que as mentes razoáveis não podem diferir quanto à falta de semelhança substancial entre eles".

## Vídeo musical

### Desenvolvimento e lançamento
"[O vídeo musical] passou por diversas mudanças e debates tardios porque, em certo ponto, houve duas visões completamente diferentes e eu estava tipo: 'Escute, eu não quero que um raio caia em cima da minha cabeça! Eu acredito no evangelho e eu não vou lá'. E foi incrível, porque ter aquela conversa sobre salvação, paz e a procura pela verdade em uma sala de não-crentes e crentes, para mim, estava dizendo que Deus estava ativo em uma grande forma. Nós não tocamos nas coisas que não temos direitos de tocar, mas a inspiração, a alma e a ideia que sai da sua opressão, sua escuridão, seu Judas, você pode trazer para a maravilhosa luz. Então, é sobre a inspiração e nunca desistir. (...) Nós criamos uma nova Jerusalém".

O vídeo musical de "Judas" foi filmado nos dias 2 e 3 de abril de 2011 sob a direção de Gaga ao lado de sua coreógrafa e diretora criativa Laurieann Gibson. No segundo dia de filmagens, a artista publicou a seguinte mensagem em seu Twitter: "Dirigir o vídeo de 'Judas' com minha irmã @bookmack é o momento artístico mais animador da minha carreira. É o melhor trabalho que já fizemos. Segundo dia". Sua estilista e Nicolla Formichetti, diretor criativo de Thierry Mugler, anunciaram em 4 de abril seguinte que as filmagens haviam sido concluídas. Em entrevista para a MTV News, Gibson explicou a ideia por trás do trabalho:
| “ | Vou lhe dizer agora, primeiramente, eu sou cristã, e minha carreira é uma evidência de Deus na minha vida, e acho que a maioria das pessoas já estão pensando em Gaga e a blasfêmia, e estão premeditando a abordagem, e acho que elas vão ficar muito chocadas ao descobrir quão grande e realmente inovado esta mensagem é e como libertar a mensagem é para todas as razões corretas. E isso vai realmente chocar o mundo. | ” |

O elenco do vídeo incluiu Norman Reedus interpretando Judas Iscariotes, enquanto Gaga interpretou Maria Madalena. Gibson e a intérprete queriam ter certeza de que o vídeo musical teria uma direção perfeita e, como resultado, decidiram dirigi-lo por conta própria. A coreógrafa explicou que, enquanto estava trabalhando com Nick Knight na gravação audiovisual de "Born This Way", ela e a cantora sentiram que as ideias apresentadas não foram executadas da maneira que queriam; contudo, com o vídeo de "Judas", toda a ideia e a inspiração estiveram claras o suficiente. Inicialmente, elas haviam contatado um diretor, mas tiveram que desistir da parceria com este diretor devido a conflitos de agenda. Posteriormente, o empresário de Gaga pediu que ela e Gibson dirigissem o vídeo por conta própria.
Gibson disse que "levou um tempo" antes de concordar, pois havia terminado os trabalhos no especial da The Monster Ball Tour (2009-11) transmitido pela HBO, mas não conseguiu resistir. Ela adicionou: "É um vídeo fenomenal: realmente poderoso, realmente impactante. Ela [Gaga] é uma artista muito forte e comprometida. Sua fidelidade comigo é algo pelo qual eu sempre serei grata. Nós somos espiritualmente conectadas. Nós precisamos uma da outra (...) e 'Judas' é, em última análise, uma representação de nosso vínculo verdadeiro". Em entrevista para o The Hollywood Reporter, a profissional explicou que ela e Gaga haviam criado uma nova Jerusalém dentro do projeto. O valor chocante do vídeo foi intencionalmente adicional, mas a história da gravação era sobre opressão e sobre seguir o coração de alguém e a glória de estar livre. Em entrevista com a NME, a cantora revelou que o vídeo envolvia motocicletas e uma sequência de morte. Ela também descreveu a retratação de sua personagem como estar "além do arrependimento", que envolvia contínuas acusações da mídia sobre ela ser "inútil. Ou pretensiosa, ou isso, ou aquilo. [O vídeo] é meu jeito de dizer: 'Eu atravessei a linha, eu não irei sequer tentar me arrepender. Eu não deveria'". O perdão e o destino também foram desempenhados no vídeo, e Gaga quis retratar uma história de Federico Fellini com apóstolos sendo revolucionários em uma Jerusalém dos dias modernos, na qual eles são levados a Jesus por Madalena, interpretada pela artista. Embora tenha sido inicialmente planejado para estrear em episódio da décima temporada de American Idol, o vídeo musical estreou em 5 de maio de 2011 no E! News.

### Sinopse
O vídeo se inicia com uma gangue de motoqueiros indo em direção a uma rodovia, vestindo jaquetas de ouro com pregos. A gangue é composta pelos Doze Apóstolos que seguiam Jesus, incluindo Judas. Caracterizada como Maria Madalena, Gaga se agarra a uma figura de Jesus (Rick Gonzalez), que usa uma coroa dourada de espinhos. Entre os motoqueiros está Judas (Norman Reedus), que ultrapassa a moto de Gaga ao passo em que ela olha significativamente para ele. A gangue passa por um viaduto, e a canção começa a tocar. O grupo chega ao seu esconderijo rústico chamado "Electric Chapel", onde a cantora dança vestindo uma canga vermelha e um biquíni da mesma cor, com cruzes cobrindo seus seios. Sua personagem observa curiosamente Judas entrar de moto no local, e imediatamente se envolve em uma briga. Enquanto tenta proteger Jesus das brigas, ela tenta avisar Jesus sobre a traição iminente de seu apóstolo, mas se hipnotiza pela sedução de Judas. A trama é intercalada com sequências de dança e imagens da face de Gaga com forte imagem, incluindo uma maquiagem artística no olho, que foi comparado ao Olho de Hórus. O cabelo fluido da intérprete é coberto por uma bandana vermelha, e ela usa um top de couro azul e um vestido branco em diferentes partes do vídeo. O top azul usado por Gaga apresenta o "Sagrado Coração", uma representação do que Jesus teria revelado como um símbolo de seu amor pela humanidade. Na segunda estrofe, a artista dirige-se à Pedro durante a linha "Construir uma casa" e volta para onde estava durante "Ou afundar um cadáver".
Após o segundo refrão, em uma sequência climática, a cantora segura uma arma em direção à boca de Judas, e um batom vermelho sai da arma e se espalha em seus lábios. A cena retrata a escolha de Gaga para perdoar Judas através do coração. Conforme o breakdown acaba, a canção para e a artista é vista em uma banheira com Jesus e Judas, lavando os pés de ambos e limpando-os com seus cabelos. A sequência é intercalada com Gaga sendo vista sozinha em uma pedra ao passo em que as ondas a engolem — cuja cena é reminiscente à pintura O Nascimento de Vênus, de Sandro Botticelli — e Jesus marchando em direção ao seu destino fatal. A música se reinicia e Judas é visto derramando cerveja na banheira. Em seguida, Jesus está em um palco, rodeado por seus adeptos; o palco é inspirado por andaimes, que estão presentes ao redor de edifícios construídos em Nova Iorque. Gaga se ajoelha na frente de Jesus e tenta lhe explicar algo, mas ele coloca sua palma na cabeça da intérprete ao paço em que Judas observa. Judas beija fatidicamente as bochechas de Jesus, marcando-o por sua morte, enquanto Gaga cai no chão com um choro silencioso e angustioso. O vídeo não termina com a morte de Judas ou Jesus, mas a de Gaga, ao passo em que ela é apedrejada pela multidão até a morte.

### Recepção

A maquiagem dos olhos de Gaga de foi comparada com o Olho de Hórus.

Antes do lançamento do vídeo musical, o presidente da Liga Católica William Anthony Donohue criticou-o pela retratação de Gaga como Maria Madalena. Em entrevista para o Hollywood Life, na qual falou sobre o foco da artista em Judas e Maria Madalena, Donohue disse que a cantora estava "cada vez mais irrelevante" comparado com pessoas com "talento verdadeiro", e atacou-a por ter aparentemente lançado a canção e o vídeo perto da Semana Santa e da Páscoa de forma proposital. Para o E!, a intérprete disse que não queria causar controvérsias com a gravação audiovisual, adicionando em tom de brincadeira: "A única coisa controversa sobre esse vídeo é que eu estou usando Christian Lacroix e Chanel na mesma cena. Esse vídeo não pretende ser um ataque à religião [católica]. Eu respeito e amo as crenças de cada um. Sou uma pessoa religiosa e espiritual que é obcecada com a arte religiosa. Sou obcecada com isso". Após o lançamento do trabalho, a Liga Católica lançou o seguinte comunicado:
| “ | Em seu vídeo 'Judas', Lady Gaga brinca de forma rápida e solta com a iconografia Católica, e geral diversas declarações inconvenientes, mas ela dança tipicamente na linha sem se deixar abater. A falsa cena batismal é uma inclusão curiosa, já que é seu aparente carinho pelo personagem Jesus. Mas se todos pensam que a Liga Católica irá para os balísticos da última contribuição de Lady Gaga, eles não têm ideia sobre o que realmente constitui o anti-Catolicismo. O vídeo é uma bagunça, incoerente, que deixa o visualizador mais perplexo do que comovente. | ” |

Jason Lipshutz, da Billboard, descreveu o vídeo como um "caos [no qual] motocicletas encontram a traição bíblica". James Montgomery, da MTV News, disse que o trabalho era um vídeo puramente pop, "embora pareça ótimo e causará ira de algumas pessoas [que são a favor] dos direitos religiosos". O profissional acrescentou que "Judas" é, em sua essência sagrada, uma explosão artística contida dentro dos limites de um vídeo pop tradicional. Christian Blauvelt, da Entertainment Weekly, inicialmente não gostou do projeto, chamando-o do trabalho mais fraco de Gaga até então e atribuindo isto à coreografia de Gibson e o enredo literário. Entretanto, ele admitiu que apaixonou-se pela gravação depois de assisti-la algumas vezes. Tris McCall, do The Star-Ledger, sentiu que não havia nada de blasfemo no projeto, e nada que fosse desafiador. McCall explicou que a dança era um "prazer de se assistir", mas que teria sido melhor se a câmera fosse mais profissional. De acordo com ele, o único adereço atraente no vídeo era a arma que se transforma em batom. Matthew Perpetua, da Rolling Stone, estava certo de que o vídeo poderia ofender alguns cristãos por sua tomada irreverente e altamente sexuada de Jesus Cristo; ele também disse que Gaga interpretou a história bíblica em seu próprio estilo. Oscar Moralde, da Slant Magazine, elogiou a produção do vídeo, definindo-o como "visualmente deslumbrante" e acrescentando: "'Judas é um trabalho de repertório, não revolução. Contém amostras familiares da paleta de Gaga (o couro estético-e-acorrentado de 'Telephone', o estilo de câmera melancólico e manchado de lágrimas de 'Bad Romance') e elas se juntam em um trabalho competentemente executado". Escrevendo para o The Washington Post, Phil Fox Rose analisou o projeto de forma positiva, declarando que achou-o "comovente, tanto artisticamente quando espiritualmente". Ele explicou que as acusações religiosas contra Gaga eram completamente tendenciosas. O canal VH1 opinou que a gravação audiovisual foi inspirada por "Like a Prayer", de Madonna, os filmes Our Lady of the Assassins, The Wild Angels e Romeo + Juliet, bem como pela série televisiva Lost. A revista NME nomeou o vídeo como o quarto pior de todos os tempos, descrevendo-o como "uma tentativa de saltar o movimento Madonna/Catolicismo de forma incrivelmente mal interpretada que é bastante cômica". A produção venceu a categoria de Best International Artist Video nos MuchMusic Video Awards de 2011, e foi indicada nas categorias de Best Choreography e Best Art Direction nos MTV Video Music Awards de 2011, perdendo respectivamente para "Run the World (Girls)", de Beyoncé, e "Rolling in the Deep", de Adele.

## Apresentações ao vivo

Gaga apresentando "Judas" na "Summer Concert Series" do Good Morning America, acompanhada de seu dançarino (esquerda).

Em 17 de abril de 2011, Gaga apresentou "Judas" em uma boate chamada Kennedy Lounge, localizada em Tampa, após um show da The Monster Ball Tour realizado na cidade, mais especificamente no St. Pete Times Forum. A primeira interpretação televisionada da música ocorreu no programa The Ellen DeGeneres Show, em 28 de abril. A artista estava acompanhada por dançarinos vestidos com roupas pretas semelhantes ao figurino de um monge. Foi criado um número de dança, e a letra era cantada pela artista enquanto ela usava um conjunto azul de látex. De acordo com James Dinh, da MTV, "a coreografia parecia mais difícil do que o exigido nas apresentações comuns [de Gaga]. A cantora mostrou seus melhores passos". Enquanto a faixa chegava ao fim, Gaga posou e deu um beijo na bochecha da apresentadora Ellen DeGeneres, que retribuiu. No Festival de Cannes de 2011, Gaga interpretou-a novamente para o programa francês Le Grand Journal. Usando um traje dourado, um capuz vermelho e um penteado preto-e-branco, a musicista cantou uma versão "energética" da obra acompanhada por seus dançarinos em um palco em frente ao Mar Mediterrâneo. Ela explicou ao apresentador Michel Denisot que a inspiração por trás de suas roupas era a imagem religiosa apresentada no vídeo musical de "Judas".
Em 13 de maio de 2011, Gaga apresentou a obra no programa de entrevistas britânico The Graham Norton Show, apresentado por Graham Norton, e dois dias depois no Radio 1's Big Weekend, evento realizado anualmente pela BBC Radio 1. Na ocasião, o festival deu-se em Carlisle. "Judas" foi a última canção do repertório, e a artista terminou sua apresentação curvando-se em agradecimento com seus dançarinos e músicos, enquanto confete caía sobre o público. Outra performance da faixa ocorreu no Saturday Night Live, durante o episódio final da 36.ª temporada, em 21 de maio. A compositora iniciou cantando "The Edge of Glory" ao piano. Seis dias depois, a intérprete participou do Good Morning America, como parte da "Summer Concert Series" do programa. Durante uma determinada parte da apresentação, o palco encheu-se de vapor liberado por máquinas controladas. Gaga divulgou a faixa e Born This Way no The X Factor francês em 14 de junho de 2011, em um medley com "The Edge of Glory". A atuação foi iniciada com a supracitada tocada em um keytar; ela posteriormente removeu o instrumento e começou "Judas". Outra mistura de ambas foi realizada no Paul O'Grady Live. Ryan Love do Digital Spy afirmou ser a melhor apresentação das canções feita por Gaga.
Durante a Born This Way Ball, a música foi interpretada após um discurso sobre traição e lealdade e em uma versão mais curta, com elementos do remix de DJ White Shadow. Quando apresentou-se com a turnê em Manila, Lady Gaga enfrentou ameaças de encarceramento e ações judiciais de aproximadamente 200 cristãos da organização Biblemode Youth Philippines. O grupo marchou para protestar contra seu trabalho musical "repleto de blasfêmia", principalmente "Judas", a qual afirmaram que humilha Jesus Cristo. Em resposta aos protestos, a cantora disse: "Não sou parte do seu governo, Manila". A canção foi normalmente interpretada durante o concerto. Após a controvérsia, autoridades legais da Igreja Católica permitiram os shows previstos para 21 e 22 de maio de 2011, proibindo nudez e outros atos considerados vulgares da performance. A artista se feriu ao cantar a composição em Auckland; uma estaca de metal de um dos seus dançarinos a atingiu acidentalmente, dando-lhe uma concussão.

## Faixas e formatos
| Download digital |         |         |  |
| N.º              | Título  | Duração |  |
| 1.               | "Judas" | 4:10    |  |

| CD single |                                     |         |  |
| N.º       | Título                              | Duração |  |
| 1.        | "Judas"                             | 4:10    |  |
| 2.        | "Born This Way" (Twin Shadow Remix) | 4:19    |  |

| EP digital de remixes 1 |                                          |         |  |
| N.º                     | Título                                   | Duração |  |
| 1.                      | "Judas" (Goldfrapp Remix)                | 4:42    |  |
| 2.                      | "Judas" (Hurts Remix)                    | 3:56    |  |
| 3.                      | "Judas" (Mirrors Une Autre Monde – Nuit) | 6:14    |  |
| 4.                      | "Judas" (Guéna LG Club Mix)              | 7:40    |  |

| EP digital de remixes 2 |                                              |         |  |
| N.º                     | Título                                       | Duração |  |
| 1.                      | "Judas"                                      | 3:51    |  |
| 2.                      | "Judas" (John Dahlbäck Remix)                | 6:00    |  |
| 3.                      | "Judas" (Chris Lake Remix)                   | 5:09    |  |
| 4.                      | "Judas" (R3HAB Remix)                        | 4:56    |  |
| 5.                      | "Judas" (Mirrors Une Autre Monde Mix – Jour) | 4:17    |  |

| EP de remixes (Estados Unidos) |                                          | |  |
| N.º                            | Título                                   | Duração |  |
| 1.                             | "Judas" (Goldfrapp Remix)                | ref name="Judasmv"/> A coreógrafa explicou que, enquanto estava trabalhando com Nick Knight na gravação audiovisual de "Born This Way", ela e a cantora sentiram que as ideias apresentadas não foram executadas da maneira que queriam; contudo, com o vídeo de "Judas", toda a ideia e a inspiração estiveram claras o suficiente. 4:42 |  |
| 2.                             | "Judas" (Hurts Remix)                    | 3:56 |  |
| 3.                             | "Judas" (Mirrors Une Autre Monde – Nuit) | 6:14 |  |
| 4.                             | "Judas" (Guéna LG Club Mix)              | 7:40 |  |
| 5.                             | "Judas" (John Dahlbäck Remix)            | 6:01 |  |
| 6.                             | "Judas" (Chris Lake Remix)               | 5:09 |  |
| 7.                             | "Judas" (R3HAB Remix)                    | 4:56 |  |

## Créditos
Lista-se abaixo os profissionais envolvidos na elaboração de "Judas", de acordo com o encarte do álbum Born This Way:
Gravação
- Gravada nos Gang Studios (Paris)
- Mixada nos Henson Studios (Los Angeles, Califórnia)
- Masterizada nos Oasis Mastering (Burbank, Califórnia)

Equipe
| - Lady Gaga: vocalista principal, vocalista de apoio, composição, produção - RedOne: composição, produção, edição vocal, arranjo vocal, vocalista de apoio, engenharia de áudio, instrumentação, programação, gravação - Dave Russell: gravação adicional | - Trevor Muzzy: gravação, edição vocal, engenharia de áudio, instrumentação, programação, mixagem - Gene Grimaldi: masterização |

## Desempenho nas tabelas musicais
Depois de seu lançamento nas lojas digitais e nas rádios, a Billboard analisou que "Judas" teria que vender entre 350–400 mil cópias em dois dias e meio e conseguir um número grande de ouvintes nas rádios até 19 de abril de 2011, dia final da contagem de airplay daquela semana, para estrar na primeira posição da Billboard Hot 100. A canção debutou na 30.ª posição da Pop Songs com  1 405 reproduções em 118 das 132 estações de rádio que faziam parte do rastreamento da tabela, o que significava um público de 13,6 milhões. Na edição datada de 30 de abril de 2011, a faixa estreou no número quatro da Hot Digital Songs, com um total de 162 mil cópias vendidas. Na Billboard Hot 100, a música começou seu percurso e teve como melhor colocação a décima — tornando-se a terceira estreia de Gaga nas dez melhores posições — e na Radio Songs sua primeira entrada foi no número 48, com 26 milhões de ouvintes. Na semana seguinte, a obra desceu duas colocações na primeira tabela, com 156 mil downloads (4% a menos que na semana anterior). Na segunda, no entanto, pulou de 48 para 36 (34 milhões de reproduções, 29% a mais), enquanto também subiu para a 19.ª posição na Pop Songs, chegando mais tarde à 15.ª. Na edição de 14 de maio, debutou nas colocações 38 e 40 das tabelas Hot Dance Club Songs e Adult Pop Songs, respectivamente, chegando mais tarde ao topo da primeira. Em adição, após seis semanas na Billboard Hot 100, o single deixou a parada por uma semana, re-entrando no número 78 na seguinte. De acordo com a Nielsen SoundScan, a composição vendeu 942 mil cópias de downloads digitais nos Estados Unidos até agosto de 2013.
| Tabela musical (2011)                                         | Melhor posição |
| ------------------------------------------------------------- | -------------- |
| Alemanha (Media Control Charts)                               | 23             |
| Austrália (ARIA Charts)                                       | 6              |
| Áustria (Ö3 Austria Top 40)                                   | 6              |
| Bélgica (Ultratop 50 de Flandres)                             | 6              |
| Bélgica (Ultratop 40 da Valônia)                              | 4              |
| Brasil (Brasil Hot 100 Airplay)                               | 2              |
| Canadá (Canadian Hot 100)                                     | 8              |
| Coreia do Sul (Gaon Music Chart)                              | 1              |
| Croácia (Croatian Airplay Radio Chart)                        | 2              |
| Eslováquia (IFPI Slovenská Republika)                         | 10             |
| Dinamarca (Tracklisten)                                       | 10             |
| Escócia (The Official Charts Company)                         | 5              |
| Eslováquia (IFPI Slovenská Republika)                         | 4              |
| Espanha (Productores de Música de España)                     | 6              |
| Estados Unidos (Billboard Hot 100)                            | 10             |
| Estados Unidos (Hot Dance Club Songs)                         | 1              |
| Estados Unidos (Pop Songs)                                    | 15             |
| Estados Unidos (Adult Pop Songs)                              | 40             |
| Estados Unidos (Latin Pop Songs)                              | 22             |
| Finlândia (IFPI Finlândia)                                    | 3              |
| França (Syndicat National de l'Édition Phonographique)        | 7              |
| Hungria (Magyar Hanglemezkiadók Szövetsége)                   | 3              |
| Grécia (Greece Digital Songs)                                 | 7              |
| Hungria (Magyar Hanglemezkiadók Szövetsége)                   | 3              |
| Irlanda (Irish Recorded Music Association)                    | 4              |
| Israel (Media Forest)                                         | 6              |
| Itália (Federazione Industria Musicale Italiana)              | 3              |
| Japão (Japan Hot 100)                                         | 3              |
| Luxemburgo (Luxembourg Digital Songs)                         | 2              |
| Noruega (VG-lista)                                            | 3              |
| Nova Zelândia (Recording Industry Association of New Zealand) | 12             |
| Países Baixos (MegaCharts)                                    | 5              |
| Portugal (Portugal Digital Songs)                             | 5              |
| Reino Unido (UK Singles Chart)                                | 8              |
| Chéquia (IFPI Česká Republika)                                | 10             |
| Rússia (Russian Music Charts)                                 | 9              |
| Suécia (Sverigetopplistan)                                    | 7              |
| Suíça (Schweizer Hitparade)                                   | 8              |
| União Europeia (Euro Digital Songs)                           | 7              |

| Tabela musical (2011)                                  | Posição |
| ------------------------------------------------------ | ------- |
| Austrália (ARIA Dance Singles Chart)                   | 28      |
| Bélgica (Ultratop 50 de Flandres)                      | 77      |
| Bélgica (Ultratop 40 da Valônia)                       | 25      |
| Canadá (Canadian Hot 100)                              | 73      |
| Croácia (Croatian Airplay Radio Chart)                 | 38      |
| Espanha (Productores de Música de España)              | 28      |
| Estados Unidos (Hot Dance Club Songs)                  | 41      |
| França (Syndicat National de l'Édition Phonographique) | 48      |
| Hungria (Magyar Hanglemezkiadók Szövetsége)            | 57      |
| Itália (Federazione Industria Musicale Italiana)       | 82      |
| Japão (Japan Hot 100)                                  | 14      |
| Suécia (Sverigetopplistan)                             | 92      |
| Reino Unido (UK Singles Chart)                         | 74      |

| País (Empresa)        | Certificação            |
| --------------------- | ----------------------- |
| Austrália (ARIA)      | Platina                 |
| Espanha (PROMUSICAE)  | Ouro                    |
| Itália (FIMI)         | Ouro                    |
| Japão (RIAJ)          | Ouro (download digital) |
| Japão (RIAJ)          | Ouro (tom de chamada)   |
| Nova Zelândia (RIANZ) | Ouro                    |
| Suécia (GLF)          | Platina                 |
| Reino Unido (BPI)     | Prata                   |

## Histórico de lançamento
"Judas" foi lançada digitalmente ao redor do mundo em 15 de abril de 2011, sendo enviada para estações radiofônicas estadunidenses mainstream em 26 do mesmo mês. Em 13 de maio seguinte, foi comercializada em formato físico na Alemanha e na Polônia, sendo distribuída neste formato em território britânico três dias depois. Na mesma data, um extended play (EP) contendo quatro remixes feitos a partir da canção original, sendo que mo dia seguinte, o CD single foi lançado na Itália. Em todos os países, a Interscope Records atuou como distribuidora.
| País           | Data                | Formato                 | Gravadora  |
| -------------- | ------------------- | ----------------------- | ---------- |
| Mundo          | 15 de abril de 2011 | Download digital        | Interscope |
| Estados Unidos | 26 de abril de 2011 | Rádios mainstream       | Interscope |
| Alemanha       | 13 de maio de 2011  | CD single               | Interscope |
| Polônia        | 13 de maio de 2011  | CD single               | Interscope |
| Reino Unido    | 16 de maio de 2011  | CD single               | Interscope |
| Estados Unidos | 16 de maio de 2011  | EP digital de remixes 1 | Interscope |
| Austrália      | 16 de maio de 2011  | EP digital de remixes 1 | Interscope |
| Reino Unido    | 16 de maio de 2011  | EP digital de remixes 1 | Interscope |
| Itália         | 17 de maio de 2011  | CD single               | Interscope |